# Reliant Scimitar-serie

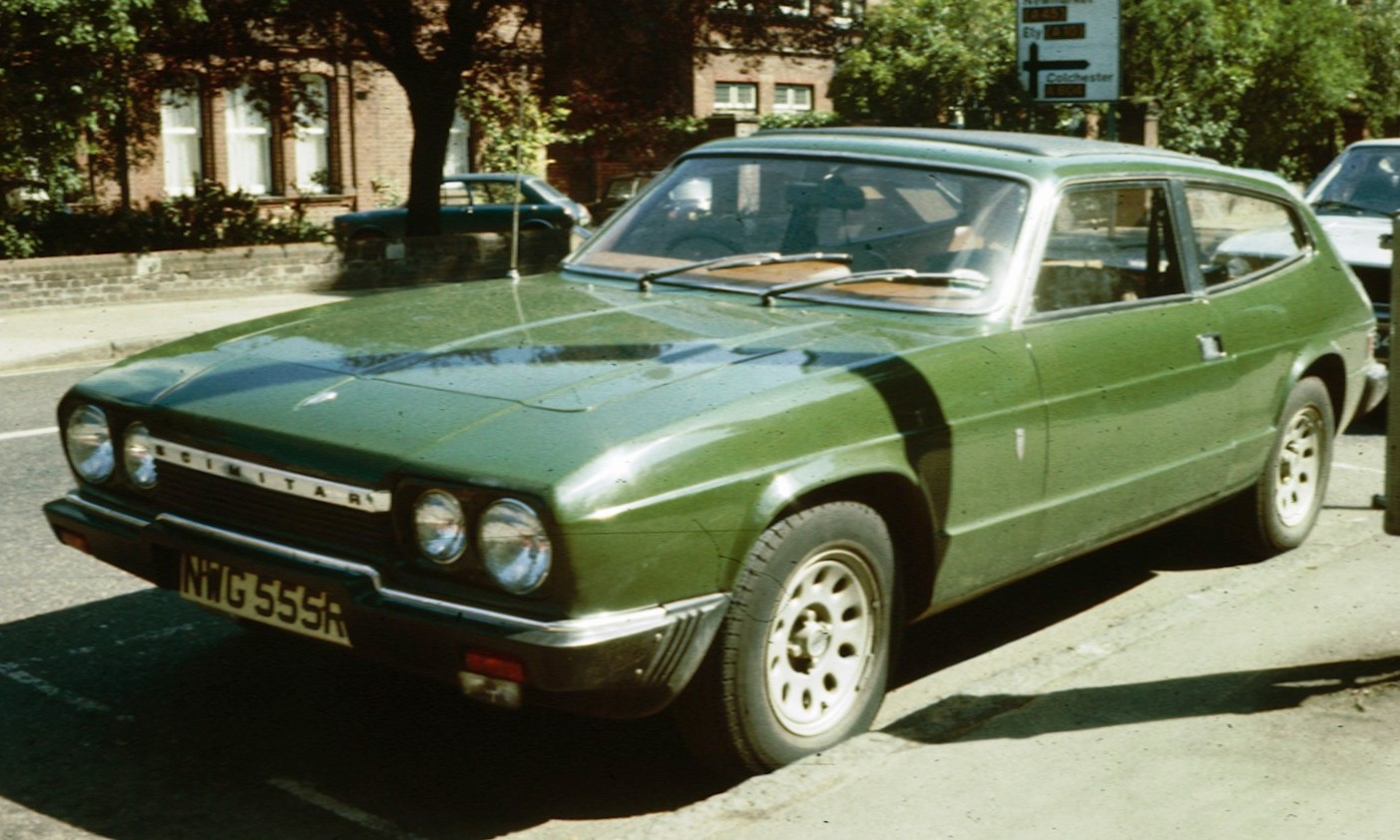
Reliant Scimitar uit 1976

Reliant Scimitar ('kromzwaard') is een modelnaam gebruikt door het Britse Reliant. 
In de periode 1964-1995 werden er verschillende auto's met deze aanduiding gebouwd.

## GT SE4 (1964–70)

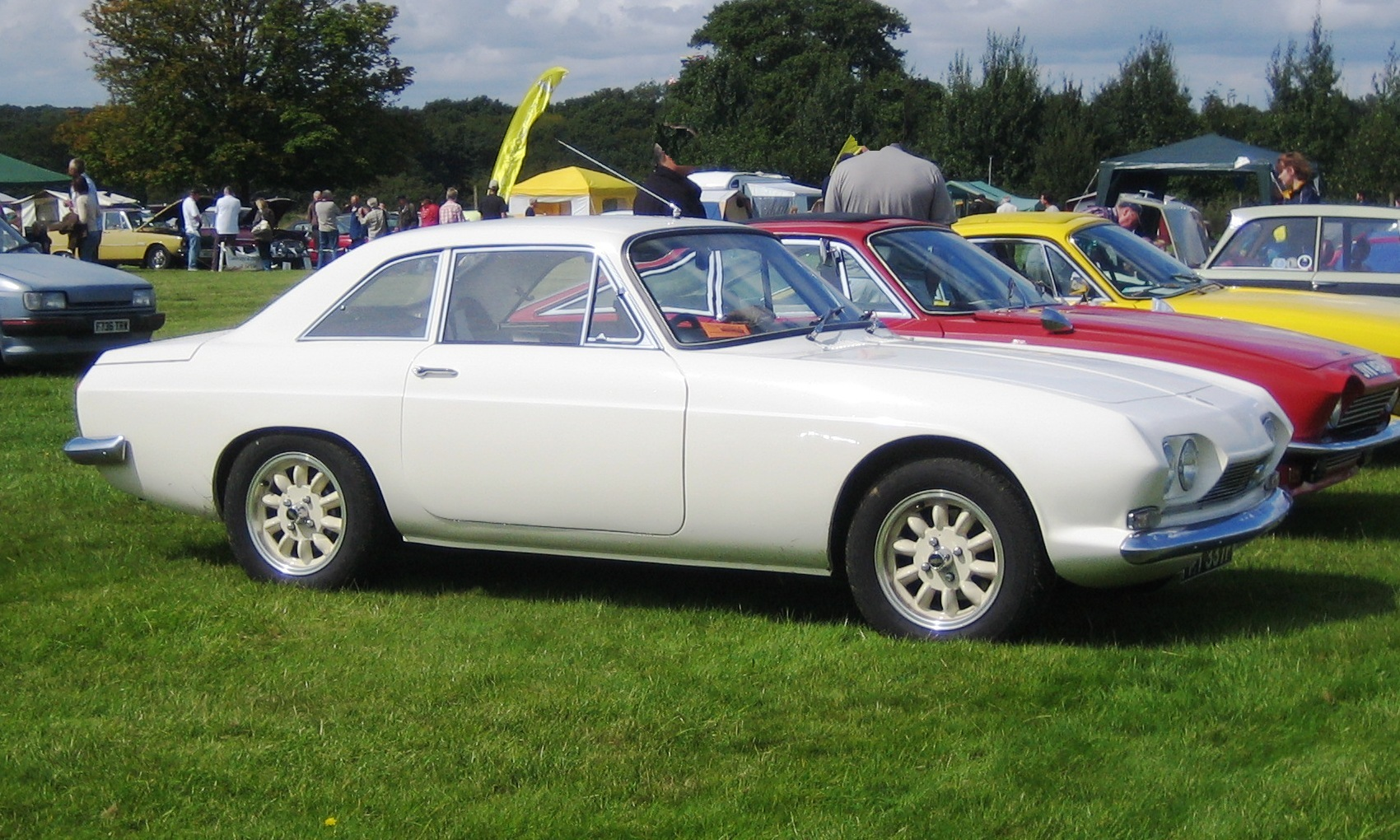
Reliant Scimitar uit 1965

Reliants eerste Scimitar was een tweedeurs coupé, gebaseerd op de styling van een Daimler SP250 prototype en het chassis van een Reliant Sabre, aangedreven door een 2.liter zes-in-lijn motor uit de Ford Zephyr/Ford Zodiac. De SE4 werd in 1964 voor het eerst tentoongesteld.
In 1966 werd de SE4A vervangen door de SE4B, die een V6 3.0 liter Ford "Essex" motor had. De goedkopere SE4C werd geleverd met een 2.5 liter-versie van hetzelfde motorblok. Er zijn iets meer dan duizend SE4's gebouwd, waarvan hooguit zeven of acht linkssturend.

## GTE SE5 (1968–75)

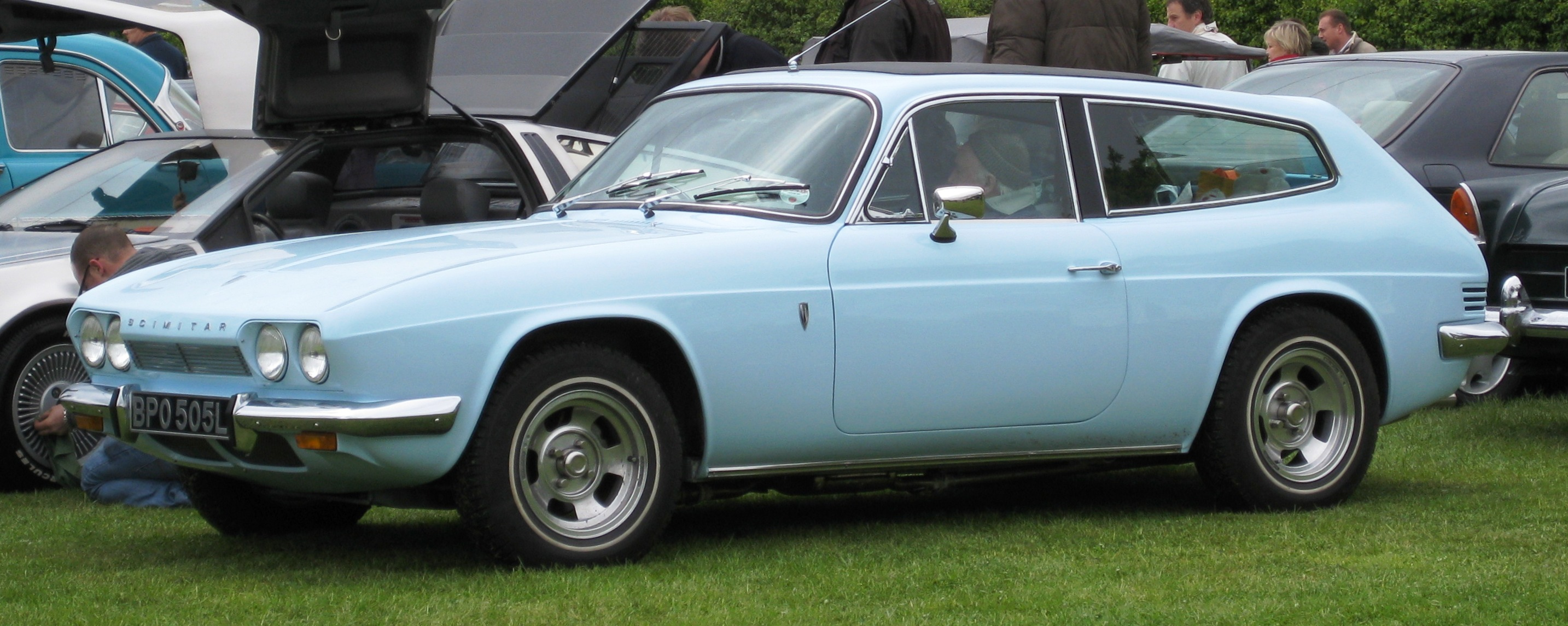
Reliant Scimitar GTE uit 1972

Ter vervanging van de GT (een 'traditionele' 2+2 sportwagen) wilde Reliant een volwaardige vierzitssportwagen bouwen. Ze gebruikten het chassis van de Coupé en een afgeleide van de Ogle Design GTS (Glazing Test Special), een experimentele sports estate. De SE5 was verkrijgbaar met 2.5 liter of 3.0 liter motoren. Met de drieliter bereikte de SE5 een topsnelheid van 193 km/u, deze motor was vele malen populairder dan de 2.5 liter, die later ook niet meer werd geleverd. Optioneel kon de SE5 met een drietraps Borg-Warner automaat worden geleverd (vanaf 1970), in 1971 werd een overdrive (op de derde en vierde versnelling) aangeboden voor de handgeschakelde uitvoering. Er zijn minder dan 2500 SE5's gebouwd.
In 1972 leidden diverse upgrades tot de introductie van de SE5A. Ford bracht een vernieuwde versie van de Essex uit, met 7 pk meer vermogen. Hiermee haalde de SE5A 0–100 km/u in 9.3 seconden en een 10 km/h hogere topsnelheid dan de SE5. Het vlakke dashboard van de  SE5's werd vervangen door een (kwalitatief inferieur) plastic exemplaar, met rondere vormen.
Van het SE5a-model zijn ongeveer 6630 exemplaren gebouwd, meer dan enig ander model van de Scimitar.

## GTE SE6 (1975–79) & SE6B (tot 1986)
Met de SE6-serie probeerde Reliant de markt van zakenauto's (BMW, Mercedes, Jaguar) te penetreren. Ook de SE6 was in basis een tweedeurs sports estate met een Ford V6, maar behoorlijk langer en breder dan de SE5. De SE6 kende wat kinderziektes, en werd al snel opgevolgd door de verbeterde SE6A. Er zijn ongeveer 550 SE6's gebouwd.
Op de SE6A werd een aantal verbeteringen doorgevoerd, waaronder betere quality control, remsysteem en wegligging, optioneel was stuurbekrachtiging leverbaar. Er werden 3908 SE6A's gebouwd, waarvan ongeveer 150 linksgestuurd.
Ford stopte in 1979 met het bouwen van het "Essex" motorblok, het grootste verschil tussen SE6A en SE6B was daardoor de motor. De Ford "Cologne" (zo genoemd omdat deze door Ford Duitsland werd geassembleerd) 2.8 liter V6 werd in plaats van de "Essex" ingezet. De "Cologne" leverde iets meer vermogen, maar minder koppel. Bij het staken van de productie in 1986 waren er slechts 407 SE6B's gebouwd.

## GTC / SE8 (1980–86)

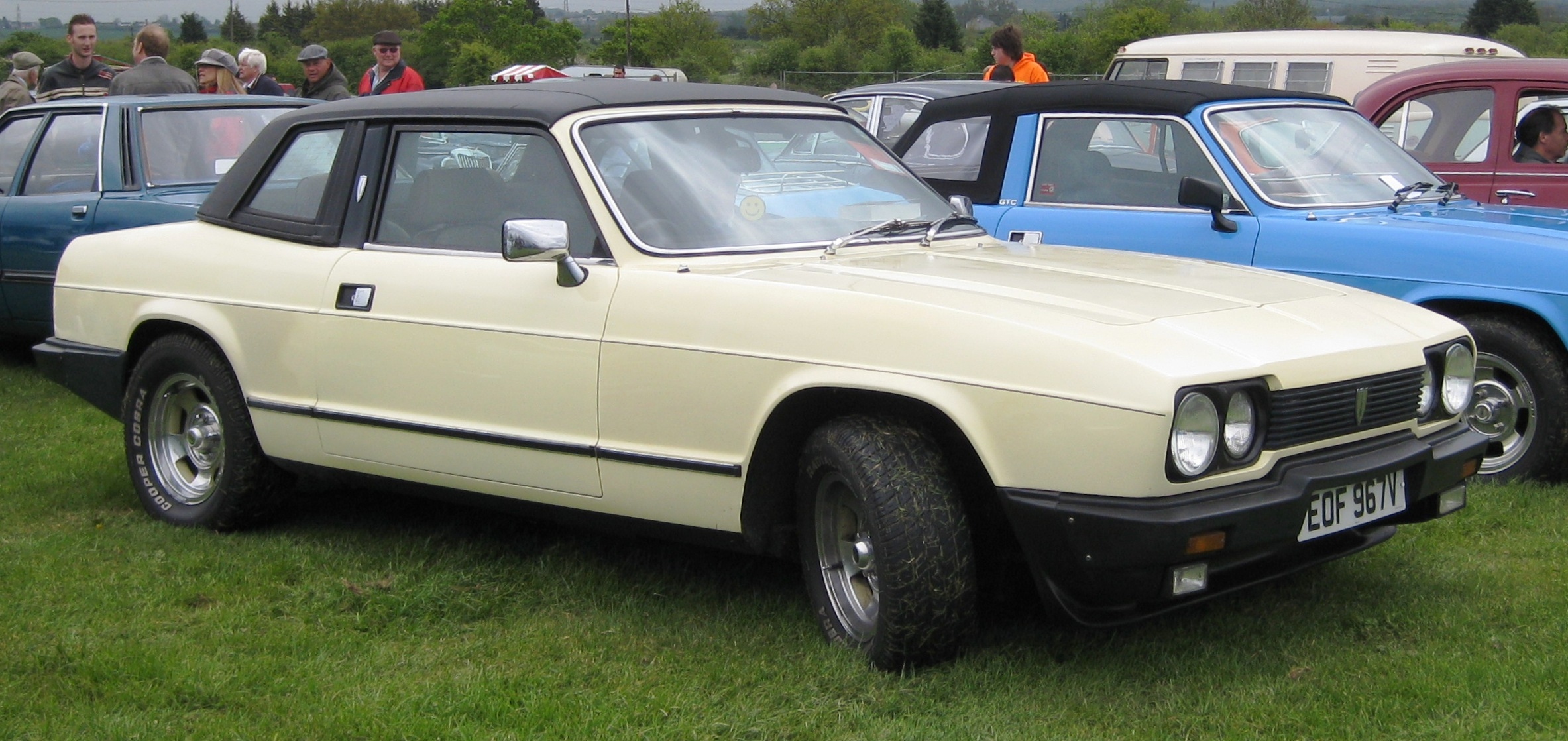
Reliant Scimitar GTC uit 1980

De cabrioletversie van de GTE staat bekend als de Scimitar GTC, of SE8B.
Deze was sterk afgeleid van de SE6B, had nog steeds vier zitplaatsen, en werd voortbewogen door het 2.8 liter "Cologne" motorblok. Er zijn slechts 442 GTC's gebouwd.

## SS1 (1984–90)

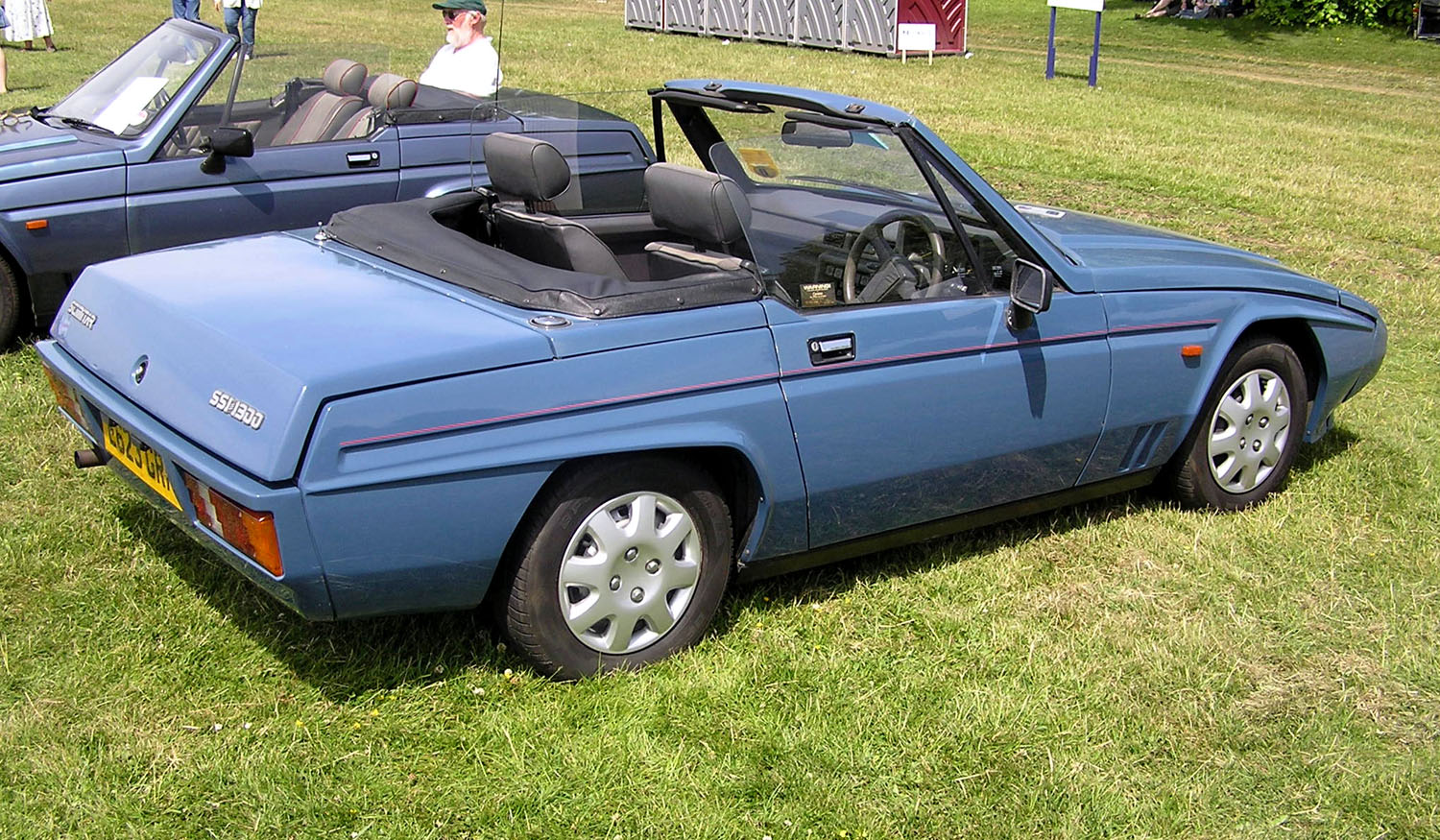
Reliant Scimitar SS1 (1988)

In een poging een gat in de markt voor kleine sportauto's te vullen, werd in 1984 de SS1 gelanceerd. Dit model was ontworpen door de ontwerpstudio Michelotti, met een chassis afgeleid van de Lotus Elan. 
De eerste versies werden geleverd met 1300 cc en 1600 cc Ford-motoren, later werden deze vervangen door een 1400 cc Ford CVH en een Nissan 1800 cc met turbocompressor, brandstofinjectie en elektronische ontsteking.
De 1300 had een vierversnellingsbak en werd in Nederland in 1988 aangeboden voor 23.345 Nederlandse gulden. De 'luxueuzere 1600 en 1800 turbo hadden een vijfversnellingsbak en kostten in 1988 42.500 respectievelijk 47.000 gulden (richtprijzen). De kunststof carrosseriedelen waren makkelijk te (de)monteren en er was een hardtop leverbaar.
Waren de vorige generaties fraaie coupés, de nieuwe uitvoeringen werden al vanaf hun introductie in 1984 bekritiseerd vanwege hun onvolwassen styling. Ondanks het feit dat de opzet juist was, is de compacte roadster nooit een succes geworden. 
De gewichtsverdeling van deze auto is zeer gunstig. De motor ligt achter de voorwielen en de versnellingsbak vrijwel onder de schakelpook. De inzittenden zitten vlak voor de achteras.
De SS1 had 'open' klapkoplampen, zoals bijvoorbeeld de Porsche 928, en gebruikte veel componenten van de grotere autoproducenten uit die tijd. De versies van na 1985 zijn bijzonder in trek, vanwege hun gegalvaniseerde chassis.

## Middlebridge (1988–90)
Toen productie van de GTE in 1986 stopte, verwierf Middlebridge Scimitar de productierechten. Dit bedrijf uit Nottingham bouwde een 2.9 liter uitvoering met veel modificaties en upgrades, waaronder brandstofinjectie en een vijfversnellingsbak.
Middlebridge bouwde slechts 77 Scimitars, waarvan drie linksgestuurd. In 1990 werden de productierechten overgedragen aan Graham Walker, die Scimitars op aanvraag bouwde. Graham Walker is nog steeds een van de bekendste specialisten voor de Scimitar, en een van de grootste onderdelenleveranciers. In Nederland is The Workshop nog steeds actief met restauraties van Scimitars, het leveren van onderdelen en advisering bij aankoop, onderhoud en restauratie.

## SS2 / SST (1988–95)
Restyling van de SS1 in 1988 en 1990 (door William Towns) leidde tot de SS2 en SST. De SS2 was ontworpen om de Amerikaanse markt te bestormen, maar heeft het nooit tot productie geschopt. Er is één exemplaar gebouwd voor een autoshow.

## Scimitar Sabre (1991–95)
De Sabre is de laatste telg uit de Scimitarfamilie en was gebaseerd op het chassis van de SS1 en SST. Het eerste exemplaar rolde van de band in 1991, in 1993 volgde een ge-restylede versie. Dankzij de Rover K-series 1400cc motor was dit de tweede snelste Reliant ooit, alleen de 1800Ti was sneller. Productie van de Sabre eindigde in mei 1995 met de overname van Reliant.

## Trivia
De Scimitar GTE was de eerste auto met in delen neerklapbare achterbank (in feite twee losse kuipstoelen, later overgenomen door o.a. de Volvo 480) en wis-/wasinstallatie voor de achterruit. Prinses Anne, de zus van prins Charles kreeg een Scimitar GTE voor haar verjaardag, en heeft jarenlang in diverse Scimitars gereden.